# Gylfi Magnússon

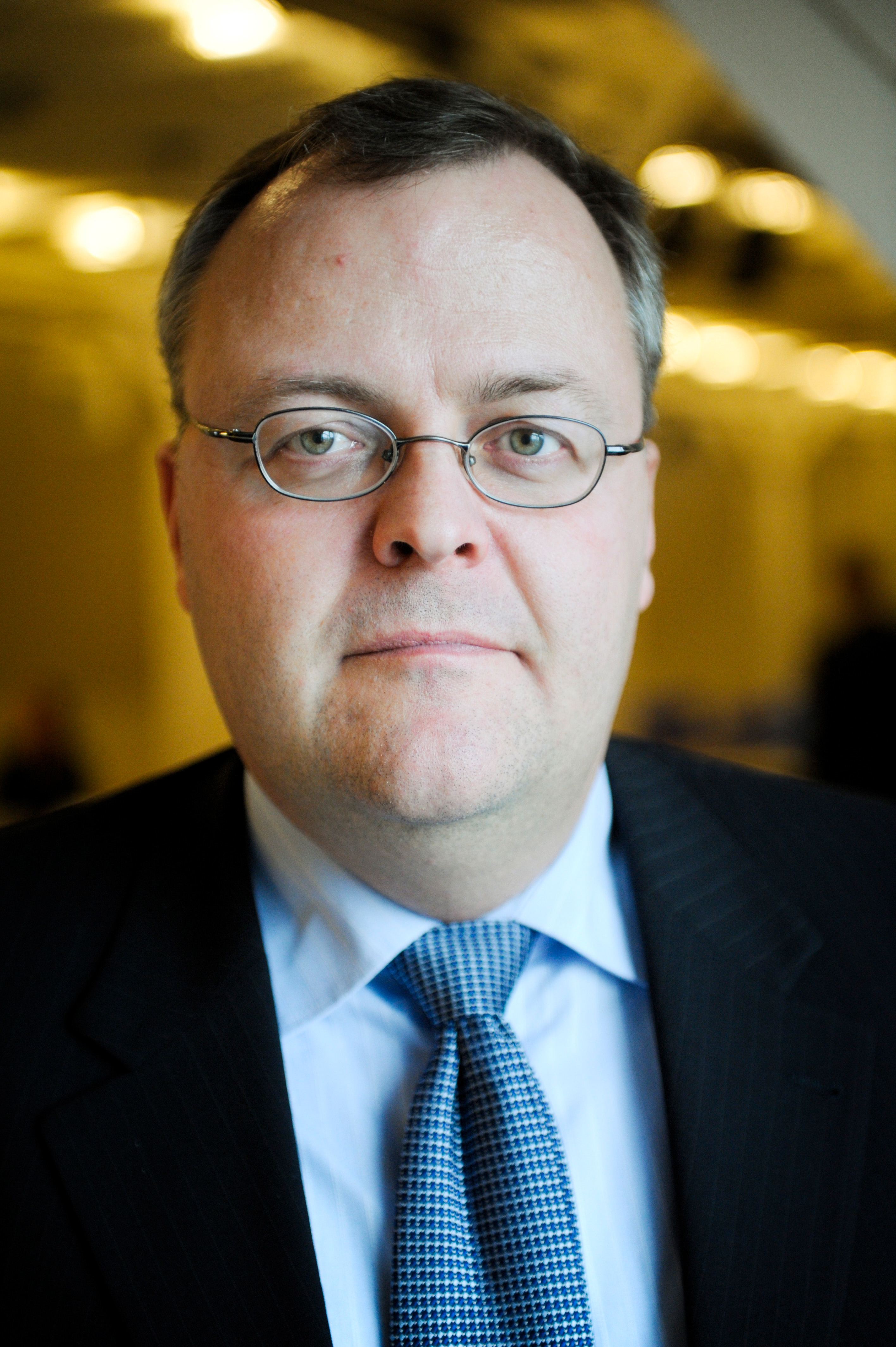
Gylfi Magnússon (2009)

Gylfi Magnússon (* 1966) ist ein isländischer Wirtschaftswissenschaftler und seit 1998 Associate Professor für Business Administration an der Universität Island. Er ist auch früherer Chef der isländischen Wettbewerbsbehörde (Samkeppniseftirlitið).
Gylfi machte in Reykjavík Abitur, studierte bis 1990 an der Universität Island Wirtschaftswissenschaften und promovierte 1997 an der Yale University in den Vereinigten Staaten.
Gylfi wurde am 1. Februar 2009 Handelsminister in der Minderheitsregierung von Jóhanna Sigurðardóttir. Am 1. Oktober 2009 wechselte er in das Amt des Wirtschaftsministers.
Seinen Ministerposten gab er am 2. September 2010 auf und ging zurück an die Universität von Island.